# Geldingafell (berg i Island, Suðurland, lat 64,54, long -19,90)
Geldingafell är ett berg i republiken Island. Det ligger i regionen Suðurland, i den centrala delen av landet, 110 km öster om huvudstaden Reykjavík. Toppen på Geldingafell är 769 meter över havet, eller 88 meter över den omgivande terrängen. Bredden vid basen är 1,9 km.
Trakten runt Geldingafell är nära nog obefolkad, med mindre än två invånare per kvadratkilometer. Det finns inga samhällen i närheten. Trakten runt Geldingafell består i huvudsak av gräsmarker.